# Sommer-Paralympics 2016/Teilnehmer (Spanien)
| stlisierte Goldmedaille | stlisierte Silbermedaille | stlisierte Bronzemedaille |
| ----------------------- | ------------------------- | ------------------------- |
| 9                       | 14                        | 8                         |

Spanien entsandte 28 Athletinnen und 83 Athleten zu den Paralympischen Sommerspielen 2016 in Rio de Janeiro,  die in 15 Sportarten antraten. Fahnenträger für Spanien bei der Eröffnungsfeier war der Tischtennisspieler Jose Manuel Ruiz Reyes.

## Medaillen

### Medaillenspiegel
| Rang   | Sportart            | Gold | Silber | Bronze | Gesamt |
| ------ | ------------------- | ---- | ------ | ------ | ------ |
| 1      | Schwimmen           | 6    | 8      | 3      | 17     |
| 2      | Leichtathletik      | 3    | 2      | 2      | 7      |
| 3      | Tischtennis         | 0    | 2      | 0      | 2      |
| 4      | Radsport (Straße)   | 0    | 1      | 0      | 1      |
| 4      | Rollstuhlbasketball | 0    | 1      | 0      | 1      |
| 6      | Radsport (Bahn)     | 0    | 0      | 2      | 2      |
| 7      | Triathlon           | 0    | 0      | 1      | 1      |
| Gesamt | Gesamt              | 9    | 14     | 8      | 31     |

## Teilnehmer nach Sportart

### Boccia
| Mixed                                                                          |            |             |      |   |   |               |               |               |               |               |               |   |
| Jose Manuel Prado                                                              | Einzel BC1 | P. Soulanis | 1:6  | 1 | 4 | ausgeschieden | ausgeschieden | ausgeschieden | ausgeschieden | ausgeschieden | ausgeschieden | 9 |
| Jose Manuel Prado                                                              | Einzel BC1 | Leung M. Y. | 6:0  | 1 | 4 | ausgeschieden | ausgeschieden | ausgeschieden | ausgeschieden | ausgeschieden | ausgeschieden | 9 |
| Jose Manuel Prado                                                              | Einzel BC1 | M. Ibarbure | 0:8  | 1 | 4 | ausgeschieden | ausgeschieden | ausgeschieden | ausgeschieden | ausgeschieden | ausgeschieden | 9 |
| Manuel Martin Perez                                                            | Einzel BC2 | W. Vongsa   | 2:12 | 1 | 2 | ausgeschieden | ausgeschieden | ausgeschieden | ausgeschieden | ausgeschieden | ausgeschieden | 9 |
| Manuel Martin Perez                                                            | Einzel BC2 | N. Murray   | 8:2  | 1 | 2 | ausgeschieden | ausgeschieden | ausgeschieden | ausgeschieden | ausgeschieden | ausgeschieden | 9 |
| Manuel Martin Perez Desiree Valenzuela Jose Manuel Prado Benito Martin Sanchez | Team BC1/2 | Hongkong    | 3:6  | 0 | 3 | ausgeschieden | ausgeschieden | ausgeschieden | ausgeschieden | ausgeschieden | ausgeschieden | 9 |
| Manuel Martin Perez Desiree Valenzuela Jose Manuel Prado Benito Martin Sanchez | Team BC1/2 | Brasilien   | 1:8  | 0 | 3 | ausgeschieden | ausgeschieden | ausgeschieden | ausgeschieden | ausgeschieden | ausgeschieden | 9 |

### Bogenschießen
| Athleten                                         | Wettbewerb    | Qualifikation | Qualifikation | 1. Runde  | 1. Runde | Achtelfinale  | Achtelfinale  | Viertelfinale      | Viertelfinale | Halbfinale    | Halbfinale    | Finale        | Finale        | Rang |
| Athleten                                         | Wettbewerb    | Ringe         | Rang          | Gegner    | Ergebnis | Gegner        | Ergebnis      | Gegner             | Ergebnis      | Gegner        | Ergebnis      | Gegner        | Ergebnis      | Rang |
| ------------------------------------------------ | ------------- | ------------- | ------------- | --------- | -------- | ------------- | ------------- | ------------------ | ------------- | ------------- | ------------- | ------------- | ------------- | ---- |
| Männer                                           |               |               |               |           |          |               |               |                    |               |               |               |               |               |      |
| Guillermo Rodriguez Gonzalez                     | Compound Open | 659           | 21            | A. Shelby | 131:143  | ausgeschieden | ausgeschieden | ausgeschieden      | ausgeschieden | ausgeschieden | ausgeschieden | ausgeschieden | ausgeschieden | 17   |
| Manuel Sanchez Camus                             | W1            | 537           | 14            | —         | —        | P. Kinik      | 113:120       | ausgeschieden      | ausgeschieden | ausgeschieden | ausgeschieden | ausgeschieden | ausgeschieden | 9    |
| Frauen                                           |               |               |               |           |          |               |               |                    |               |               |               |               |               |      |
| Maria Rubio Larrion                              | Compound Open | 600           | 16            | S. Tucker | 133:124  | Zhou J.       | 136:144       | ausgeschieden      | ausgeschieden | ausgeschieden | ausgeschieden | ausgeschieden | ausgeschieden | 9    |
| Liliana Oliveros Leal                            | W1            | 540           | 6             | —         | —        | —             | —             | Kim O.-g.          | 113:124       | ausgeschieden | ausgeschieden | ausgeschieden | ausgeschieden | 5    |
| Mixed                                            |               |               |               |           |          |               |               |                    |               |               |               |               |               |      |
| Guillermo Rodriguez Gonzalez Maria Rubio Larrion | Compound Team | 1259          | 10            | —         | —        | Kanada        | 137:144       | ausgeschieden      | ausgeschieden | ausgeschieden | ausgeschieden | ausgeschieden | ausgeschieden | 9    |
| Manuel Sanchez Camus Liliana Oliveros Leal       | W1 Team       | 1077          | 6             | —         | —        | —             | —             | Vereinigte Staaten | 113:128       | ausgeschieden | ausgeschieden | ausgeschieden | ausgeschieden | 5    |

### 5er-Fußball
| Wettbewerb       | Männer |
| ---------------- | --- |
| Athleten         | Adolfo Acosta Rodriguez Youssef El Haddaoui Rabi Carmelo Garrido Alarcon Jose Luis Giera Tejuelo Francisco Javier Munoz Perez Marcelo Rosado Carrasco Ivan Lopez Cuenca Sergio Alamar Garcia |
| Gruppenphase     | Volksrepublik China (0:1) Argentinien (0:1) Mexiko (1:0) |
| Spiel um Platz 5 | Türkei (0:0), (0:1) |
| Rang             | 6 |

### Judo
| Athleten                    | Wettbewerb       | 1. Runde               | 1. Runde | 1. Hoffnungsrunde | 1. Hoffnungsrunde | Viertelfinale | Viertelfinale | 2. Hoffnungsrunde | 2. Hoffnungsrunde | Halbfinale    | Halbfinale    | Kampf um Gold/Bronze | Kampf um Gold/Bronze | Rang |
| Athleten                    | Wettbewerb       | Gegner                 | Erg.     | Gegner            | Erg.              | Gegner        | Erg.          | Gegner            | Erg.              | Gegner        | Erg.          | Gegner               | Erg.                 | Rang |
| --------------------------- | ---------------- | ---------------------- | -------- | ----------------- | ----------------- | ------------- | ------------- | ----------------- | ----------------- | ------------- | ------------- | -------------------- | -------------------- | ---- |
| Männer                      |                  |                        |          |                   |                   |               |               |                   |                   |               |               |                      |                      |      |
| Luis Daniel Gavilan Lorenzo | Klasse bis 66 kg | S. Fujimoto            | 0:100    | Park J.-s.        | 0:100             | ausgeschieden | ausgeschieden | ausgeschieden     | ausgeschieden     | ausgeschieden | ausgeschieden | ausgeschieden        | ausgeschieden        | 9    |
| Alvaro Gavilan Lorenzo      | Klasse bis 73 kg | M. Meskine             | 02:0     | ausgeschieden     | ausgeschieden     | ausgeschieden | ausgeschieden | ausgeschieden     | ausgeschieden     | ausgeschieden | ausgeschieden | ausgeschieden        | ausgeschieden        | 9    |
| Abel Vazquez Cortijo        | Klasse bis 90 kg | A. Cavalcante Da Silva | 0:101    | ausgeschieden     | ausgeschieden     | ausgeschieden | ausgeschieden | ausgeschieden     | ausgeschieden     | ausgeschieden | ausgeschieden | ausgeschieden        | ausgeschieden        | 10   |
| Frauen                      |                  |                        |          |                   |                   |               |               |                   |                   |               |               |                      |                      |      |
| Monica Merenciano Herrero   | Klasse bis 57 kg | —                      | —        | —                 | —                 | Seo H.-n.     | 0:110         | F. Buranyi        | 101:0             | —             | —             | J. Hirose            | 0:101                | 5    |

### Leichtathletik
Laufen
| Athleten                                                                                       | Wettbewerb     | Vorlauf      | Vorlauf | Halbfinale    | Halbfinale    | Finale        | Finale        | Rang |
| Athleten                                                                                       | Wettbewerb     | Zeit         | Rang    | Zeit          | Rang          | Zeit          | Rang          | Rang |
| ---------------------------------------------------------------------------------------------- | -------------- | ------------ | ------- | ------------- | ------------- | ------------- | ------------- | ---- |
| Männer                                                                                         |                |              |         |               |               |               |               |      |
| Xavier Porras Guide: Enric Ismael Martin Parades                                               | 100 m T11      | 11,99 s      | 4       | ausgeschieden | ausgeschieden | ausgeschieden | ausgeschieden | 17   |
| Martin Parejo Maza Guide: Timoteo Stewart Ortiz                                                | 100 m T11      | 11,91 s      | 3       | ausgeschieden | ausgeschieden | ausgeschieden | ausgeschieden | 15   |
| Joan Munar Martinez Guide: Juan Enrique Valles Pastor                                          | 200 m T12      | 22,88 s      | 1       | 22,96 s       | 3             | ausgeschieden | ausgeschieden | 6    |
| Gerard Descarrega Puigdevall Guide: Marcos Blanquino Exposito                                  | 400 m T11      | 50,53 s      | 1       | —             | —             | 50,22 s       | 1             |      |
| Joan Munar Martinez                                                                            | 400 m T12      | 49,56 s      | 1       | 50,12 s       | 2             | 50,08 s       | 4             | 4    |
| Dionibel Rodriguez Rodriguez                                                                   | 400 m T20      | 49,70 s      | 3       | —             | —             | 49,46 s       | 4             | 4    |
| Deliber Rodriguez Ramirez                                                                      | 400 m T20      | 49,37 s      | 3       | —             | —             | 49,56 s       | 5             | 5    |
| Santiago Sanz                                                                                  | 1500 m T52     | —            | —       | —             | —             | 3:55,90 min   | 6             | 6    |
| Gustavo Nieves                                                                                 | 5000 m T13     | —            | —       | —             | —             | DNF           | DNF           | DNF  |
| Jorge Madera                                                                                   | 5000 m T54     | 10:42,62 min | 10      | —             | —             | ausgeschieden | ausgeschieden | 18   |
| Alberto Suarez Laso                                                                            | Marathon T12   | —            | —       | —             | —             | 2:33:11 h     | 2             |      |
| Gustavo Nieves                                                                                 | Marathon T12   | —            | —       | —             | —             | DNF           | DNF           | DNF  |
| Abderrahman Ait Khamouch                                                                       | Marathon T12   | —            | —       | —             | —             | 2:37;01 h     | 2             |      |
| Jorge Madera                                                                                   | Marathon T54   | —            | —       | —             | —             | 1:30:12 h     | 8             | 8    |
| Xavier Porras Gerard Descarrega Puigdevall Martin Parejo Maza Joan Munar Martinez Jorge Madera | 4x100 m T11-13 | DNF          | DNF     | —             | —             | ausgeschieden | ausgeschieden | DNF  |
| Frauen                                                                                         |                |              |         |               |               |               |               |      |
| Lia Beel Quintana Guide: David Alonso Gutierrez                                                | 100 m T11      | 13,99 s      | 4       | ausgeschieden | ausgeschieden | ausgeschieden | ausgeschieden | 16   |
| Sara Fernandez Roldan                                                                          | 100 m T12      | 13,96 s      | 3       | ausgeschieden | ausgeschieden | ausgeschieden | ausgeschieden | 9    |
| Sara Martinez                                                                                  | 100 m T12      | 14,59 s      | 2       | ausgeschieden | ausgeschieden | ausgeschieden | ausgeschieden | 10   |
| Sara Andres Barrio                                                                             | 100 m T44      | 14,06 s      | 6       | —             | —             | ausgeschieden | ausgeschieden | 14   |
| Lia Beel Quintana Guide: David Alonso Gutierrez                                                | 200 m T11      | 29,65 s      | 4       | ausgeschieden | ausgeschieden | ausgeschieden | ausgeschieden | 15   |
| Sara Andres Barrio                                                                             | 200 m T44      | 28,80 s      | 4       | —             | —             | ausgeschieden | ausgeschieden | 9    |
| Melani Berges Gamez Guide: Sergio Sanchez Palancar                                             | 400 m T12      | 57,52 s      | 1       | —             | —             | 57,66 s       | 4             | 4    |
| Izaskun Oses Ayucar                                                                            | 400 m T12      | 59,80 s      | 3       | —             | —             | ausgeschieden | ausgeschieden | 8    |
| Sara Andres Barrio                                                                             | 400 m T44      | —            | —       | —             | —             | 1:05,64 min   | 5             | 5    |
| Izaskun Oses Ayucar                                                                            | 1500 m T13     | 4:49,99 min  | 1       | —             | —             | 4:39,99       | 3             |      |
| Elena Congost                                                                                  | 1500 m T13     | 5:11,68 min  | 4       | —             | —             | ausgeschieden | ausgeschieden | 9    |
| Maria del Carmen Paredes Rodriguez                                                             | 1500 m T13     | 5:19,03 min  | 5       | —             | —             | ausgeschieden | ausgeschieden | 10   |
| Elena Congost                                                                                  | Marathon T12   | —            | —       | —             | —             | 3:01:43 h     | 1             |      |
| Maria del Carmen Paredes Rodriguez                                                             | Marathon T12   | —            | —       | —             | —             | DNF           | DNF           | DNF  |
| Sara Martinez Melani Berges Gamez Lia Beel Quintana Izaskun Oses Ayucar                        | 4x100 m T11-13 | —            | —       | —             | —             | 52,40 s       | 4             | 4    |

Springen und Werfen
| Athleten              | Wettbewerb       | Finale  | Finale | Rang |
| Athleten              | Wettbewerb       | Weite   | Rang   | Rang |
| --------------------- | ---------------- | ------- | ------ | ---- |
| Männer                |                  |         |        |      |
| Xavier Porras         | Weitsprung T11   | 6,05 m  | 6      | 6    |
| Martin Parejo Maza    | Weitsprung T11   | 5,39 m  | 10     | 10   |
| David Casinos Sierra  | Diskuswerfen F11 | 38,58 m | 3      |      |
| Kim Lopez Gonzalez    | Kugelstoßen F12  | 16,44   | 1      |      |
| Hector Cabrera Llacer | Kugelstoßen F12  | 13,75 m | 8      | 8    |
| Hector Cabrera Llacer | Speerwerfen F13  | 58,47 m | 5      | 5    |
| Frauen                |                  |         |        |      |
| Sara Martinez         | Weitsprung T12   | 5,52 m  | 4      | 4    |
| Sara Fernandez Roldan | Weitsprung T12   | 4,47 m  | 8      | 8    |

### Kanu
| Athleten          | Wettbewerb | Vorlauf  | Vorlauf | Halbfinale | Halbfinale | Finale        | Finale        | Rang |
| Athleten          | Wettbewerb | Zeit     | Rang    | Zeit       | Rang       | Zeit          | Rang          | Rang |
| ----------------- | ---------- | -------- | ------- | ---------- | ---------- | ------------- | ------------- | ---- |
| Männer            |            |          |         |            |            |               |               |      |
| Javier Reja Munoz | KL2 200 m  | 52,325 s | 5       | 52,389 s   | 6          | ausgeschieden | ausgeschieden | 10   |

### Powerlifting (Bankdrücken)
| Athleten            | Wettbewerb | Ergebnis | Rang |
| ------------------- | ---------- | -------- | ---- |
| Frauen              |            |          |      |
| Loida Zabala Ollero | bis 50 kg  | 95 kg    | 5    |

### Radsport

#### Straße
| Athleten                                              | Wettbewerb           | Zeit         | Rang   |
| ----------------------------------------------------- | -------------------- | ------------ | ------ |
| Männer                                                |                      |              |        |
| Juan Jose Mendez Fernandez                            | Einzelzeitfahren C1  | 30,05,23 min | 7      |
| Juan Jose Mendez Fernandez                            | Straßenrennen C1–2–3 | 1:59:15 h    | 23     |
| Maurice Far Eckhard Tio                               | Einzelzeitfahren C2  | 28:22,17 min | 4      |
| Maurice Far Eckhard Tio                               | Straßenrennen C1–2–3 | 1:54:58 h    | 16     |
| Eduardo Santas Asensio                                | Straßenrennen C1–2–3 | 1:51:48 h    | 9      |
| Amador Granados Alkorta                               | Straßenrennen C1–2–3 | DNF          | DNF    |
| Cesar Neira Perez                                     | Einzelzeitfahren C4  | 40:18,26 min | 8      |
| Cesar Neira Perez                                     | Straßenrennen C4-5   | DNF          | DNF    |
| Alfonso Cabello Llamas                                | Straßenrennen C4-5   | DNF          | DNF    |
| Carlos Gonzalez Garcia Pilot: Noel Martin Infante     | Einzelzeitfahren B   | 36:35,43 min | 8      |
| Carlos Gonzalez Garcia Pilot: Noel Martin Infante     | Straßenrennen B      | 2:27:05 h    | 4      |
| Ignacio Avila Pilot: Joan Font Bertoli                | Einzelzeitfahren B   | 36:45,05 min | 10     |
| Ignacio Avila Pilot: Joan Font Bertoli                | Straßenrennen B      | 2:26,33 h    | Silber |
| Frauen                                                |                      |              |        |
| Josefa Benitez Guzman Pilotin: Beatriu Gomez Franquet | Einzelzeitfahren B   | 42:32,37 min | 10     |
| Josefa Benitez Guzman Pilotin: Beatriu Gomez Franquet | Straßenrennen B      | 2:06:21 h    | 8      |

#### Bahn
| Athleten                                                              | Wettbewerb                    | Qualifikation | Qualifikation | Finals        | Finals        | Rang   |
| Athleten                                                              | Wettbewerb                    | Zeit          | Rang          | Gegner        | Zeit          | Rang   |
| --------------------------------------------------------------------- | ----------------------------- | ------------- | ------------- | ------------- | ------------- | ------ |
| Männer                                                                |                               |               |               |               |               |        |
| Ignacio Avila Pilot: Joan Font Bertoli                                | 4000 m Einerverfolgung B      | 4:09,527 min  | 2             | S. de Vries   | 4:16,674      | 4      |
| Ignacio Avila Pilot: Joan Font Bertoli                                | 1000 m Einzelzeitfahren B     | —             | —             | —             | 1:03,533 min  | 7      |
| Carlos Gonzalez Garcia Pilot: Noel Martin Infante                     | 4000 m Einerverfolgung B      | 4:19,752 min  | 7             | ausgeschieden | ausgeschieden | 7      |
| Juan Jose Mendez Fernandez                                            | 3000 m Einerverfolgung C1     | 4:19,161 min  | 9             | ausgeschieden | ausgeschieden | 9      |
| Juan Jose Mendez Fernandez                                            | 1000 m Einzelzeitfahren C1-C3 | —             | —             | —             | 1:22,236 min  | 24     |
| Maurice Far Eckhard Tio                                               | 3000 m Einerverfolgung C2     | 3:57,786 min  | 7             | ausgeschieden | ausgeschieden | 7      |
| Eduardo Santas Asensio                                                | 3000 m Einerverfolgung C3     | 3:45,398 min  | 6             | ausgeschieden | ausgeschieden | 6      |
| Eduardo Santas Asensio                                                | 1000 m Einzelzeitfahren C1-C3 | —             | —             | —             | 1:12,276 min  | 7      |
| Amador Granados Alkorta                                               | 1000 m Einzelzeitfahren C1-C3 | —             | —             | —             | 1:18,378      | 22     |
| Cesar Neira Perez                                                     | 4000 m Einerverfolgung C4     | 5:01,045 min  | 9             | ausgeschieden | ausgeschieden | 9      |
| Alfonso Cabello Llamas                                                | 1000 m Einzelzeitfahren C4-C5 | —             | —             | —             | 1:04,494 min  | Bronze |
| Frauen                                                                |                               |               |               |               |               |        |
| Josefa Benitez Guzman Pilotin: Beatriu Gomez Franquet                 | 3000 m Einerverfolgung B      | 3:46,984 min  | 11            | ausgeschieden | ausgeschieden | 11     |
| Josefa Benitez Guzman Pilotin: Beatriu Gomez Franquet                 | 1000 m Einzelzeitfahren B     | —             | —             | —             | 1:15,382 min  | 12     |
| Mixed                                                                 |                               |               |               |               |               |        |
| Alfonso Cabello Llamas Amador Granados Alkorta Eduardo Santas Asensio | 750 m Teamsprint C1-5         | —             | —             | —             | 51,011 s      | Bronze |

### Rollstuhlbasketball
| Wettbewerb    | Männer |
| ------------- | --- |
| Athleten      | Asier Garcia Jaume Llambi David Mouriz Jesus Romero Francisco Javier Sanchez Alejandro Zarzuela Daniel Stix Carlos Vera Jordi Ruiz Pablo Zarzuela Amadou Tijane Diallo Agustin Alejos |
| Gruppenphase  | Kanada (80:46) Japan (55:39) Türkei (65:68) Australien (75:64) Niederlande (66:48) |
| Viertelfinale | Deutschland (70:66) |
| Halbfinale    | Vereinigtes Königreich (69:63) |
| Finale        | Vereinigte Staaten (52:68) |
| Rang          | Silber |

### Rollstuhltennis
| Athleten                               | Wettbewerb | 1. Runde  | 1. Runde      | 2. Runde      | 2. Runde      | Achtelfinale            | Achtelfinale  | Viertelfinale               | Viertelfinale | Halbfinale    | Halbfinale    | Finale / Platz 3 | Finale / Platz 3 | Rang |
| Athleten                               | Wettbewerb | Gegner    | Ergebnis      | Gegner        | Ergebnis      | Gegner                  | Ergebnis      | Gegner                      | Ergebnis      | Gegner        | Ergebnis      | Gegner           | Ergebnis         | Rang |
| -------------------------------------- | ---------- | --------- | ------------- | ------------- | ------------- | ----------------------- | ------------- | --------------------------- | ------------- | ------------- | ------------- | ---------------- | ---------------- | ---- |
| Männer                                 |            |           |               |               |               |                         |               |                             |               |               |               |                  |                  |      |
| Daniel Caverzaschi                     | Einzel     | Wei Z.    | 6:2, 1:6, 6:3 | S. Baldwin    | 6:0, 6:3      | S. Houdet               | 0:6, 1:6      | ausgeschieden               | ausgeschieden | ausgeschieden | ausgeschieden | ausgeschieden    | ausgeschieden    | 9    |
| Martín de la Puente                    | Einzel     | C. Santos | 6:1, 6:4      | G. Fernández  | 2:6, 4:6      | ausgeschieden           | ausgeschieden | ausgeschieden               | ausgeschieden | ausgeschieden | ausgeschieden | ausgeschieden    | ausgeschieden    | 17   |
| Francesc Tur                           | Einzel     | B. Weekes | 5:7, 3:6      | ausgeschieden | ausgeschieden | ausgeschieden           | ausgeschieden | ausgeschieden               | ausgeschieden | ausgeschieden | ausgeschieden | ausgeschieden    | ausgeschieden    | 33   |
| Daniel Caverzaschi Martín de la Puente | Doppel     | —         | —             | —             | —             | Belgien Denayer, Gerard | 7:5, 6:7, 6:2 | Großbritannien Reid, Hewett | 2:6, 0:6      | ausgeschieden | ausgeschieden | ausgeschieden    | ausgeschieden    | 5    |
| Frauen                                 |            |           |               |               |               |                         |               |                             |               |               |               |                  |                  |      |
| Lola Ochoa                             | Einzel     | —         | —             | K. Krüger     | 1:6, 1:6      | ausgeschieden           | ausgeschieden | ausgeschieden               | ausgeschieden | ausgeschieden | ausgeschieden | ausgeschieden    | ausgeschieden    | 17   |

### Segeln
| Mixed                                                       |                        |       |    |    |
| Arturo Montes Vorcy                                         | Einer Kielboot 2.4mR   | 82,0  | 9  | 9  |
| Violeta del Reino Sergi Roig Alzamora                       | Zweier Kielboot Skud18 | 78,0  | 9  | 9  |
| Francisco Llobet Hector Alvarez Garcia Manuel Gimeno Ugarte | Dreier Kielboot Sonar  | 114,0 | 14 | 14 |

### Schießen
| Athleten                       | Wettbewerb                  | Qualifikation   | Qualifikation | Finale          | Finale        | Rang |
| Athleten                       | Wettbewerb                  | Ringe/ Scheiben | Rang          | Ringe/ Scheiben | Rang          | Rang |
| ------------------------------ | --------------------------- | --------------- | ------------- | --------------- | ------------- | ---- |
| Mixed                          |                             |                 |               |                 |               |      |
| Juan Antonio Saavedra Reinaldo | 10 m Luftgewehr liegend SH1 | 632,2           | 10            | ausgeschieden   | ausgeschieden | 10   |
| Juan Antonio Saavedra Reinaldo | 50 m Gewehr liegend SH1     | 613,9           | 12            | ausgeschieden   | ausgeschieden | 12   |

### Schwimmen
| Athleten                        | Wettbewerb              | Vorlauf                                  | Vorlauf | Finale        | Finale        | Rang   |
| Athleten                        | Wettbewerb              | Zeit                                     | Rang    | Zeit          | Rang          | Rang   |
| ------------------------------- | ----------------------- | ---------------------------------------- | ------- | ------------- | ------------- | ------ |
| Männer                          |                         |                                          |         |               |               |        |
| Miguel Angel Martinez Tajuelo   | 50 m Rücken S3          | 51,69 s                                  | 5       | 52,87 s       | 6             | 6      |
| Miguel Angel Martinez Tajuelo   | 50 m Freistil S3        | 51,09 s                                  | 6       | 50,90 s       | 6             | 6      |
| Miguel Angel Martinez Tajuelo   | 200 m Freistil S3       | —                                        | —       | 3:45,19 min   | 6             | 6      |
| Antoni Ponce Bertran            | 100 m Rücken S7         | 1:21,95 min                              | 9       | ausgeschieden | ausgeschieden | 9      |
| Antoni Ponce Bertran            | 100 m Brust SB6         | 1:30,49 min                              | 7       | 1:30,33 min   | 7             | 7      |
| Antoni Ponce Bertran            | 400 m Freistil S7       | 5:09,31 min                              | 7       | 5:09,43 min   | 7             | 7      |
| Antoni Ponce Bertran            | 200 m Lagen SM7         | 2:56,60 min                              | 9       | ausgeschieden | ausgeschieden | 9      |
| Miguel Luque                    | 50 m Brust SB3          | 49,79 s                                  | 3       | 49,47 s       | 2             | Silber |
| Miguel Luque                    | 150 m Lagen SM4         | 2:47,33 min                              | 8       | 2:45,34 min   | 6             | 6      |
| Vicente Gil                     | 50 m Brust SB3          | 53,07 s                                  | 8       | 56,56 s       | 8             | 8      |
| Ricardo Ten                     | 100 m Brust SB4         | —                                        | —       | 1:38,07 min   | 5             | 5      |
| Oscar Salguero Galisteo         | 100 m Brust SB8         | —                                        | —       | 1:11,11 min   | 1             | Gold   |
| Oscar Salguero Galisteo         | 200 m Lagen SM9         | 2:27,07 min                              | 11      | ausgeschieden | ausgeschieden | 11     |
| Ivan Salguero Oteiza            | 100 m Brust SB13        | 1:13,08 min                              | 6       | 1:13,95 min   | 8             | 8      |
| Ivan Salguero Oteiza            | 50 m Freistil S13       | 25,72 s                                  | 9       | ausgeschieden | ausgeschieden | 9      |
| Ivan Salguero Oteiza            | 100 m Freistil S13      | 56,29 s                                  | 15      | ausgeschieden | ausgeschieden | 15     |
| Ivan Salguero Oteiza            | 400 m Freistil S13      | 4:25,10 min                              | 10      | ausgeschieden | ausgeschieden | 10     |
| Ivan Salguero Oteiza            | 200 m Lagen SM13        | 2:23,05 min                              | 12      | ausgeschieden | ausgeschieden | 12     |
| Jose Antonio Mari Alcaraz       | 100 m Schmetterling S9  | 1:04,39 min                              | 9       | ausgeschieden | ausgeschieden | 9      |
| Jose Antonio Mari Alcaraz       | 50 m Freistil S9        | 26,15 s                                  | 3       | 26,11 s       | 5             | 5      |
| Jose Antonio Mari Alcaraz       | 100 m Freistil S9       | 57,17 s                                  | 4       | 57,62 s       | 7             | 7      |
| Jose Antonio Mari Alcaraz       | 400 m Freistil S9       | 4:22,89 min                              | 5       | 4:23,04 min   | 4             | 4      |
| David Levecq                    | 100 m Schmetterling S10 | 58,95 s                                  | 4       | 59,03 s       | 6             | 6      |
| David Levecq                    | 50 m Freistil S10       | 25,08 s                                  | 8       | ausgeschieden | ausgeschieden | 9      |
| David Levecq                    | 50 m Freistil S10       | Swim-off gg. G. Harrison-Murray verloren |         | ausgeschieden | ausgeschieden | 9      |
| David Levecq                    | 100 m Freistil S10      | 55,25 s                                  | 10      | ausgeschieden | ausgeschieden | 10     |
| Israel Oliver                   | 100 m Schmetterling S11 | —                                        | —       | 1:02,24 min   | 1             | Gold   |
| Israel Oliver                   | 400 m Freistil S11      | —                                        | —       | 4:43,17 min   | 4             | 4      |
| Israel Oliver                   | 200 m Lagen SM11        | 2:27,67 min                              | 1       | 2:24,11 min   | 1             | Gold   |
| Sebastián Rodríguez Veloso      | 50 m Freistil S5        | 34,96 s                                  | 4       | 34,62 s       | 4             | 4      |
| Sebastián Rodríguez Veloso      | 100 m Freistil S5       | 1:18,12 min                              | 4       | 1:17,10 min   | 4             | 4      |
| Sebastián Rodríguez Veloso      | 200 m Freistil S5       | 2:55,36 min                              | 8       | 2:50,53 min   | 5             | 5      |
| Inigo Llopis Sanz               | 50 m Freistil S8        | 28,74 s                                  | 13      | ausgeschieden | ausgeschieden | 13     |
| Inigo Llopis Sanz               | 100 m Freistil S8       | 1:01,96 min                              | 9       | ausgeschieden | ausgeschieden | 9      |
| Inigo Llopis Sanz               | 200 m Lagen SM8         | 2:41,33 min                              | 12      | ausgeschieden | ausgeschieden | 12     |
| Frauen                          |                         |                                          |         |               |               |        |
| Teresa Perales                  | 50 m Rücken S5          | 44,48 s                                  | 1       | 43,03 s       | 1             | Gold   |
| Teresa Perales                  | 50 m Schmetterling S5   | 47,73 s                                  | 3       | 47,36 s       | 5             | 5      |
| Teresa Perales                  | 50 m Freistil S5        | 37,87 s                                  | 3       | 38,13 s       | 4             | 4      |
| Teresa Perales                  | 100 m Freistil S5       | 1:24,37 min                              | 2       | 1:20,47 min   | 2             | Silber |
| Teresa Perales                  | 200 m Freistil S5       | 2:56,53 min                              | 3       | 2:50,91 min   | 2             | Silber |
| Teresa Perales                  | 200 m Lagen SM5         | 3:40,65 min                              | 3       | 3:36,14 min   | 2             | Silber |
| Nuria Marques Soto              | 100 m Rücken S9         | 1:11,22 min                              | 1       | 1:09,57 min   | 2             | Silber |
| Nuria Marques Soto              | 100 m Schmetterling S9  | 1:11,28 min                              | 9       | ausgeschieden | ausgeschieden | 9      |
| Nuria Marques Soto              | 50 m Freistil S9        | 30,10 s                                  | 8       | 29,80 s       | 8             | 8      |
| Nuria Marques Soto              | 100 m Freistil S9       | 1:03,82 min                              | 4       | 1:03,94 min   | 4             | 4      |
| Nuria Marques Soto              | 400 m Freistil S9       | 4:54,98 min                              | 5       | 4:42,56 min   | 1             | Gold   |
| Nuria Marques Soto              | 200 m Lagen SM9         | 2:38,85 min                              | 6       | 2:37,30 min   | 5             | 5      |
| Isabel Yinghua Hernandez Santos | 100 m Rücken S10        | 1:15,95 min                              | 13      | ausgeschieden | ausgeschieden | 13     |
| Isabel Yinghua Hernandez Santos | 100 m Schmetterling S10 | 1:09,39 min                              | 3       | 1:09,23 min   | 4             | 4      |
| Isabel Yinghua Hernandez Santos | 50 m Freistil S10       | 30,00 s                                  | 13      | ausgeschieden | ausgeschieden | 13     |
| Isabel Yinghua Hernandez Santos | 100 m Freistil S10      | 1:05,03 min                              | 12      | ausgeschieden | ausgeschieden | 12     |
| Maria Delgado Nadal             | 100 m Rücken S12        | —                                        | —       | 1:12,73 min   | 3             | Bronze |
| Maria Delgado Nadal             | 100 m Schmetterling S13 | 1:08,44 min                              | 7       | 1:08,76 min   | 8             | 8      |
| Maria Delgado Nadal             | 50 m Freistil S12       | 29,45 s                                  | 3       | 29,03 s       | 3             | Bronze |
| Maria Delgado Nadal             | 400 m Freistil S13      | 4:52,71 min                              | 9       | ausgeschieden | ausgeschieden | 9      |
| Ariadna Edo Beltran             | 100 m Rücken S13        | 1:16,03 min                              | 9       | ausgeschieden | ausgeschieden | 9      |
| Ariadna Edo Beltran             | 100 m Schmetterling S13 | 1:10,44 min                              | 12      | ausgeschieden | ausgeschieden | 12     |
| Ariadna Edo Beltran             | 50 m Freistil S13       | 29,29 s                                  | 13      | ausgeschieden | ausgeschieden | 13     |
| Ariadna Edo Beltran             | 100 m Freistil S13      | 1:03,92 min                              | 12      | ausgeschieden | ausgeschieden | 12     |
| Ariadna Edo Beltran             | 400 m Freistil S13      | 4:46,78 min                              | 5       | 4:43,49 min   | 3             | Bronze |
| Ariadna Edo Beltran             | 200 m Lagen SM13        | 2:38,29 min                              | 7       | 2:36,45 min   | 6             | 6      |
| Marian Polo Lopez               | 100 m Rücken S13        | 1:16,41 min                              | 10      | ausgeschieden | ausgeschieden | 10     |
| Marian Polo Lopez               | 100 m Brust SB13        | 1:24,67 min                              | 11      | ausgeschieden | ausgeschieden | 11     |
| Marian Polo Lopez               | 100 m Schmetterling S13 | 1:20,09 min                              | 16      | ausgeschieden | ausgeschieden | 16     |
| Marian Polo Lopez               | 50 m Freistil S13       | 29,41 s                                  | 14      | ausgeschieden | ausgeschieden | 14     |
| Marian Polo Lopez               | 100 m Freistil S13      | 1:05,37 min                              | 16      | ausgeschieden | ausgeschieden | 16     |
| Marian Polo Lopez               | 200 m Lagen SM13        | 2:41,19 min                              | 11      | ausgeschieden | ausgeschieden | 11     |
| Michelle Alonso Morales         | 100 m Rücken S14        | 1:19,05 min                              | 9       | ausgeschieden | ausgeschieden | 9      |
| Michelle Alonso Morales         | 100 m Brust SB14        | 1:13,05 min                              | 1       | 1:12,62 min   | 1             | Gold   |
| Michelle Alonso Morales         | 200 m Freistil S14      | 2:17,42 min                              | 5       | 2:16,65 min   | 5             | 5      |
| Michelle Alonso Morales         | 200 m Lagen SM14        | 2:39,62 min                              | 8       | 2:44,87 min   | 8             | 8      |
| Judit Rolo Marichal             | 50 m Schmetterling S7   | 37,96 s                                  | 6       | 37,78 s       | 5             | 5      |
| Judit Rolo Marichal             | 50 m Freistil S7        | 37,80 s                                  | 9       | ausgeschieden | ausgeschieden | 9      |
| Judit Rolo Marichal             | 200 m Lagen SM7         | 3:41,89 min                              | 8       | 3:39,68 min   | 7             | 7      |
| Sarai Gascon                    | 100 m Schmetterling S9  | 1:10,59 min                              | 4       | 1:08,00 min   | 2             | Silber |
| Sarai Gascon                    | 50 m Freistil S9        | 29,61 s                                  | 5       | 29,39 s       | 5             | 5      |
| Sarai Gascon                    | 100 m Freistil S9       | 1:03,36 min                              | 2       | 1:02,81 min   | 2             | Silber |
| Sarai Gascon                    | 200 m Lagen SM9         | 2:37,71 min                              | 3       | 2:35,84 min   | 2             | Silber |
| Marta Maria Gomez Battelli      | 50 m Freistil S13       | 30,61 s                                  | 18      | ausgeschieden | ausgeschieden | 18     |
| Marta Maria Gomez Battelli      | 100 m Freistil S13      | 1:06,85 min                              | 18      | ausgeschieden | ausgeschieden | 18     |
| Marta Maria Gomez Battelli      | 400 m Freistil S13      | 4:52,36 min                              | 8       | 4:54,14 min   | 8             | 8      |
| Marta Maria Gomez Battelli      | 200 m Lagen SM13        | 2:45,84 min                              | 14      | ausgeschieden | ausgeschieden | 14     |

### Triathlon
| Athleten                | Klasse | Zeit      | Rang   |
| ----------------------- | ------ | --------- | ------ |
| Männer                  |        |           |        |
| Lionel Morales Gonzalez | PT2    | 1:16:43 h | 7      |
| Jairo Ruiz Lopez        | PT4    | 1:03:14 h | Bronze |
| Frauen                  |        |           |        |
| Rakel Mateo Uriarte     | PT2    | 1:40:33 h | 8      |
| Susana Rodriguez Gacio  | PT5    | 1:15:29 h | 5      |

### Tischtennis
| Athleten                                                          | Wettbewerb       | Gruppenphase      | Gruppenphase | Achtelfinale  | Achtelfinale  | Viertelfinale          | Viertelfinale | Halbfinale    | Halbfinale    | Finale              | Finale        | Rang |
| Athleten                                                          | Wettbewerb       | Gegner            | Erg.         | Gegner        | Erg.          | Gegner                 | Erg.          | Gegner        | Erg.          | Gegner              | Erg.          | Rang |
| ----------------------------------------------------------------- | ---------------- | ----------------- | ------------ | ------------- | ------------- | ---------------------- | ------------- | ------------- | ------------- | ------------------- | ------------- | ---- |
| Männer                                                            |                  |                   |              |               |               |                        |               |               |               |                     |               |      |
| Miguel Rodriguez                                                  | Einzel C3        | F. Merrien        | 1:3          | ausgeschieden | ausgeschieden | ausgeschieden          | ausgeschieden | ausgeschieden | ausgeschieden | ausgeschieden       | ausgeschieden | 17   |
| Miguel Rodriguez                                                  | Einzel C3        | M. Nalepka        | 2:3          | ausgeschieden | ausgeschieden | ausgeschieden          | ausgeschieden | ausgeschieden | ausgeschieden | ausgeschieden       | ausgeschieden | 17   |
| Bilal El Baqqali Talibi                                           | Einzel C5        | Cao N.            | 1:3          | ausgeschieden | ausgeschieden | ausgeschieden          | ausgeschieden | ausgeschieden | ausgeschieden | ausgeschieden       | ausgeschieden | 11   |
| Bilal El Baqqali Talibi                                           | Einzel C5        | Kim K.            | 0:3          | ausgeschieden | ausgeschieden | ausgeschieden          | ausgeschieden | ausgeschieden | ausgeschieden | ausgeschieden       | ausgeschieden | 11   |
| Alvaro Valera                                                     | Einzel C6        | C. Dettoni        | 3:0          | —             | —             | D. Wetherill           | 3:2           | R. Thainiyom  | 3:1           | P. Rosenmeier       | 2:3           |      |
| Alvaro Valera                                                     | Einzel C6        | B. Simion         | 3:0          | —             | —             | D. Wetherill           | 3:2           | R. Thainiyom  | 3:1           | P. Rosenmeier       | 2:3           |      |
| Alberto Seoane Alcaraz                                            | Einzel C6        | P. Rosenmeier     | 1:3          | —             | —             | R. Thainiyom           | 2:3           | ausgeschieden | ausgeschieden | ausgeschieden       | ausgeschieden | 5    |
| Alberto Seoane Alcaraz                                            | Einzel C6        | R. Alecci         | 3:2          | —             | —             | R. Thainiyom           | 2:3           | ausgeschieden | ausgeschieden | ausgeschieden       | ausgeschieden | 5    |
| Jordi Morales                                                     | Einzel C7        | M. Popov          | 3:1          | —             | —             | S. Messi               | 3:1           | W. Bayley     | 1:3           | Yan S.              | 1:3           | 4    |
| Jordi Morales                                                     | Einzel C7        | D. Horut          | 3:1          | —             | —             | S. Messi               | 3:1           | W. Bayley     | 1:3           | Yan S.              | 1:3           | 4    |
| Juan Bautista Perez Gonzalez                                      | Einzel C9        | A. Facey Thompson | 3:0          | —             | —             | Zhao Y.                | 3:2           | L. Devos      | 0:3           | M. Amine Kalem      | 0:3           | 4    |
| Juan Bautista Perez Gonzalez                                      | Einzel C9        | S. Fraczyk        | 2:3          | —             | —             | Zhao Y.                | 3:2           | L. Devos      | 0:3           | M. Amine Kalem      | 0:3           | 4    |
| Jorge Cardona                                                     | Einzel C10       | P. Chojnowski     | 0:3          | —             | —             | Ge Yang                | 0:3           | ausgeschieden | ausgeschieden | ausgeschieden       | ausgeschieden | 5    |
| Jorge Cardona                                                     | Einzel C10       | I. Karabec        | 3:0          | —             | —             | Ge Yang                | 0:3           | ausgeschieden | ausgeschieden | ausgeschieden       | ausgeschieden | 5    |
| Jose Manuel Ruiz Reyes                                            | Einzel C10       | C. Carbinatti     | 3:0          | Lian H.       | 1:3           | ausgeschieden          | ausgeschieden | ausgeschieden | ausgeschieden | ausgeschieden       | ausgeschieden | 9    |
| Jose Manuel Ruiz Reyes                                            | Einzel C10       | K. Gardos         | 1:3          | Lian H.       | 1:3           | ausgeschieden          | ausgeschieden | ausgeschieden | ausgeschieden | ausgeschieden       | ausgeschieden | 9    |
| Eduardo Cuesta Martinez                                           | Einzel C11       | Kim Gi-tae        | 0:3          | —             | —             | ausgeschieden          | ausgeschieden | ausgeschieden | ausgeschieden | ausgeschieden       | ausgeschieden | 9    |
| Eduardo Cuesta Martinez                                           | Einzel C11       | A. Navrotskyi     | 3:2          | —             | —             | ausgeschieden          | ausgeschieden | ausgeschieden | ausgeschieden | ausgeschieden       | ausgeschieden | 9    |
| Miguel Rodriguez Bilal El Baqqali Talibi                          | Mannschaft C4-5  | —                 | —            | Ägypten       | 1:2           | ausgeschieden          | ausgeschieden | ausgeschieden | ausgeschieden | ausgeschieden       | ausgeschieden | 9    |
| Jordi Morales Alvaro Valera Alberto Seoane Alcaraz                | Mannschaft C6-8  | —                 | —            | Brasilien     | 2:1           | Vereinigtes Königreich | 1:2           | ausgeschieden | ausgeschieden | ausgeschieden       | ausgeschieden | 5    |
| Jorge Cardona Jose Manuel Ruiz Reyes Juan Bautista Perez Gonzalez | Mannschaft C9-10 | —                 | —            | —             | —             | Tschechien             | 2:1           | Polen         | 2:1           | Volksrepublik China | 1:2           |      |